# تمرتون فولیوت
تمرتون فولیوت (به انگلیسی: Tamerton Foliot) یک روستا در بریتانیا است که در Plymouth واقع شده‌است.